# L'Ancien Régime et la Révolution
L'Ancien Régime et la Révolution é um livro de Alexis de Tocqueville, publicado em 1856 em que o autor analisa a sociedade francesa antes da Revolução Francesa e investiga as causas e forças que levaram à revolução.
Tocqueville vê na França o desgaste das instituições de seu antigo regime monárquico. Mas tal desgaste não era específico deste país, toda a Europa assistia ao mesmo processo. No entanto, o fato da revolução ter ocorrido em seu país, e não em outro, tem uma explicação: a centralização e uniformização administrativa.